# Джогорку Кенгеш
Джогорку Кенеш (на киргизки: Жогорку Кеңеш, Верховный совет) е законодателният орган (парламент) на Киргизстан.

## История
За начало на Джогорку Кенгеша се смята 12-ото свикване на Върховния съвет на Киргизката ССР. Това свикване няма номер и е наречено „легендарният парламент“. От 1995 до 2000 г. депутатите в Джогорку Кенгеша са избирани по мажоритарната система. Тогава се е състоял от две камари – Законодателно събрание (ЗС) и Събрание на народните представители (СНП). Съгласно реформата от 1998 г. Законодателното събрание се е състояло от 60 депутати (преди това 35 депутати), от които 15 са били избирани по партийни списъци. Събранието на народните представители се е състояло от 45 депутати (преди това от 70), всички 105 депутати. От 2005 г. се избира еднокамарен парламент, състоящ се от 70 депутати, избрани по мажоритарна система.
Последните избори за Джогорку Кенгеша са се провели:
- 1995 – „първо свикване“
- 2000 – „второ свикване“
- 2005 – „трето свикване“
- 2007 – „четвърто свикване“ (на последните избори 71 мандата получава партия Ак Жол).

През пролетта на 2010 г. във връзка с държавния преврат Джогорку Кенгешът е разпуснат от временното правителство. По-късно, на 6 юли 2010 г. ЦИК на Киргизстан издава постановление за прекратяване дейността на Джогорку Кенгеша – четвърто свикване. 2010 г. за пето свикване изборите са проведени на 10 октомври 2010 г. В парламента влизат 5 партии.
Състав на парламента „пето свикване“:
- Ата-Журт – 28 мандата
- СДПК – 26 мандата
- Ар-Намис – 25 мандата
- Република – 25 мандата
- Социалистическа партия Ата-мекен – 18 мандата

## Състав
Съгласно чл.70 от Конституцията на Киргизката република, приета на референдум от 27 юни 2010 г., съставът на парламента е разширен до 120 депутати (преди това 90), избрани по партийни списъци. 